# Trässhultsjön
Trässhultsjön är en sjö i Tingsryds kommun i Småland och ingår i Mörrumsåns huvudavrinningsområde. Sjön har en area på 0,404 kvadratkilometer och ligger 137 meter över havet.

## Delavrinningsområde
Trässhultsjön ingår i det delavrinningsområde (626442-143082) som SMHI kallar för Mynnar i Hönshyltefjorden. Medelhöjden är 145 meter över havet och ytan är 6,49 kvadratkilometer. Det finns ett avrinningsområde uppströms, och räknas det in blir den ackumulerade arean 15,07 kvadratkilometer. Vattendraget som avvattnar avrinningsområdet har biflödesordning 2, vilket innebär att vattnet flödar genom totalt 2 vattendrag innan det når havet efter 44 kilometer. Avrinningsområdet består mestadels av skog (59 %), öppen mark (21 %) och sankmarker (11 %). Avrinningsområdet har 0,41 kvadratkilometer vattenytor vilket ger det en sjöprocent på 6,3 %.